# 瓦尼尼
瓦尼尼是巴西南大河州的一个市镇。总面积64.872平方公里，总人口1956人，人口密度30.2人/平方公里。